# توما آلیه
توما آلیه (فرانسوی: Thomas Allier‎؛ زادهٔ ۲۴ مارس ۱۹۷۵) دوچرخه‌سوار اهل فرانسه است.